# 航天动力技术研究院
航天动力技术研究院，又称中国航天科技集团第四研究院，简称“航天四院”。为隶属于中国航天科技集团有限公司的专业研究院。

## 历史
前身为国防部第五研究院一分院六室，主任李乃暨。1960年9月29日成立发动机过程研究所，所长梁守槃，政治委员路久牧，副所长李乃暨。1961年3月3日调相关专业人员由路九牧、李乃暨率领，去京外筹建固体发动机研究所。1962年7月1日在泸州高坝成立国防部第五研究院固体发动机研究所，所长肖淦技术大校（第三机械工业部第三研究所所长调任），政委薛伟民（此前任国防部第五研究院第二分院政治部主任），副政委路九牧上校，副所长米富珍上校（第三十九军出身的老红军，负责基建），副所长兼总工程师李乃暨，政治部主任李向珍。1964年4月，升格为国防部第五研究院第四分院，院长林爽大校，政委薛伟民大校，副院长肖淦技术大校、杨南生博士、亓子宜大校（莱芜区牛泉镇李条庄村人，曾任八路军鲁中三分区侦察科长、华东军区后备兵团步兵第三师参谋处长、国防部五院器材部部长、航天四院院长），副政委林康大校，政治部主任路九牧上校，科技计划部部长宋敬贤上校，院务部部长孙健洋上校，物资部部长邸恒田上校，基建工程部部长米富珍上校，副总工程师李乃暨技术上校。1965年1月24日召开四分院第二次技术工作会议，五院副院长钱学森做了重要讲话。1965年8月四分院集体转业为第七机械工业部第四研究院。搬迁至内蒙古。 1981年5月，设第七机械工业部第四研究院驻内蒙指挥部；1999年7月内蒙指挥部改为中国航天科工集团第六研究院。
2023年9月13日，入选第三批中国工业遗产保护名录。